# Розповісти, збудити, розкрутити
«Розповісти, збудити, розкрутити» — італійська еротична комедія 1982 року, знята режисером Стено на кіностудії «International Dean Film», з Едвіж Фенек у головній ролі.

## Сюжет
Реда — журналістка, яка працює у популярному виданні. Вона вже давно мріє писати статті для першої лінії, але головний редактор просто не дає їй такої можливості. Дівчина намагалася всіма способами довести свій професіоналізм і те, що вона заслуговує на підвищення, але всі її спроби залишаються непоміченими. Тоді героїня вирішує піти на хитрість. Вона пропонує головному редактору заклад, ставкою в якій є ніч кохання, проведена з нею.

## У ролях
- Едвіж Фенек: Патриція Реда
- Дієго Абатантуоно: Дуччо Трікаріко
- Енріко Марія Салерно: Еудженіо Заффірі
- Лю Босісіо: Ор'єтта Фаллані
- Мауро Ді Франческо: Піппо
- Чинція Де Понті: Чинція Заффі
- Івана Мілан: Клаудія Заффері
- Джорджо Джуліані: Джорджетті
- Сандро Гіані: доглядач зоопарку
- Плініо Фернандо: дружина доглядача
- Енніо Антонеллі: овочівник
- Франко Бракарді: лікар, який відвідує Патрицію
- Пітер Берлінг: режисер Браян Де Піно
- Мартуфелло: злодій
- Діно Кассіо: поліцейський
- П'єтро Зардіні: священик на машині швидкої допомоги
- Альфредо Адамі: пацієнт у машині швидкої допомоги
- Стефано Граньяні: епізод
- Марія Розарія Спадола: епізод
- Аннібале Рокко: епізод

## Знімальна група
- Режисер: Стено
- Сценарій: Стено, Чезаре Фругоні, Енріко Ванціна
- Продюсер: Піо Анджелетті, Адріано Де Мікелі
- Оператор: Луїджі Квайллер
- Монтаж: Раймондо Крочані
- Композитор: Детто Маріано
- Художник: Джузеппе Мангано